# Матюхин, Владимир Георгиевич

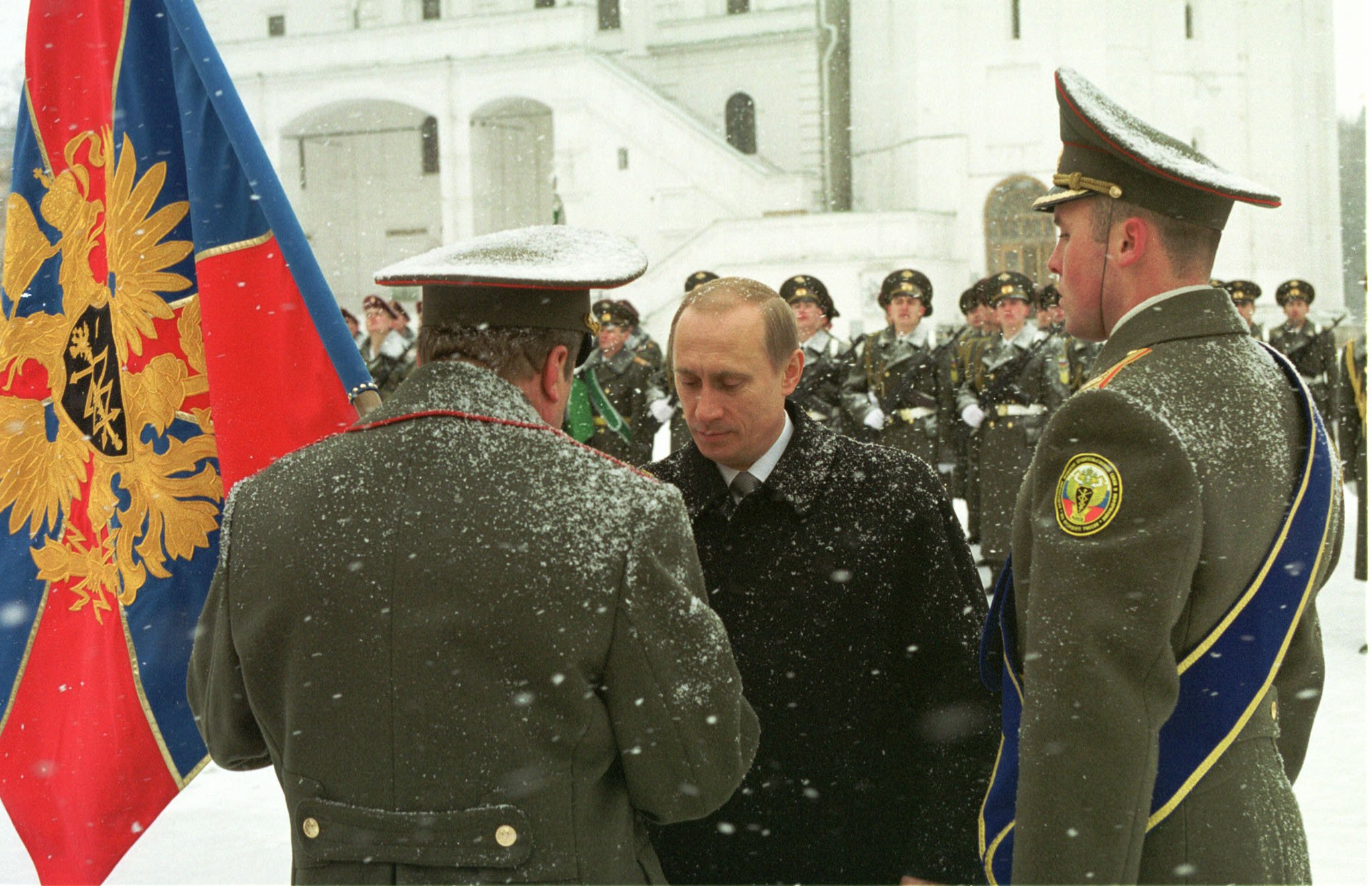
Вручение знамени Федеральному агентству правительственной связи и информации, принимает знамя генеральный директор ФАПСИ генерал-полковник Владимир Матюхин, 2002 год

Матю́хин Влади́мир Гео́ргиевич (род. 4 февраля 1945, Москва) — государственный и военный деятель, генерал армии.

## Биография
Родился 4 февраля 1945 года. После окончания средней школы с 1962 по 1964 год работал лаборантом кафедры теоретической физики Московского государственного педагогического института им. В. И. Ленина, наладчиком оборудования Московского электролампового завода. В 1964 году поступил в Московский энергетический институт, окончил его в 1968 году, работал инженером в Объединённом конструкторском бюро этого же института.
С 1969 года — в органах КГБ СССР. Служил в 8-м Главном Управлении КГБ СССР (шифровально-дешифровальное, оно же отвечало за работу правительственной связи), службу начал с должности инженера. Одновременно со службой, получил дополнительное образование: в 1973 году окончил механико-математический факультет Московского государственного университета им. М. В. Ломоносова, в 1983 — аспирантуру при Высшей школе КГБ СССР им. Ф. Э. Дзержинского.
Когда после распада СССР в декабре 1991 года из КГБ в числе прочих спецслужб была выделена Федеральное агентство правительственной связи и информации при Президенте Российской Федерации (ФАПСИ), В. Г. Матюхин перешёл в состав ФАПСИ и был назначен руководителем Научно-исследовательского центра Главного Управления безопасности связи ФАПСИ. С 1993 г. — заместитель Генерального директора ФАПСИ.
31 мая 1999 года указом Президента Российской Федерации Б. Н. Ельцина назначен Генеральным директором ФАПСИ. Генерал-полковник В. Г. Матюхин стал третьим и последним руководителем ФАПСИ.
С января 2001 года по должности генерального директора ФАПСИ входил в состав созданного по указу Президента РФ Оперативного штаба по управлению контртеррористическими действиями в Северо-Кавказском регионе. Являлся членом Совета безопасности РФ (с 14 июня 1999 по 21 июня 2003). С 13 июня 2000 года член Комиссии Правительства РФ по военно-промышленным вопросам. С ноября 2000 г. — председатель координационного совета по обеспечению безопасности шифровальных средств и их эксплуатации в системах правительственной и закрытой связи государств-участников СНГ.
11 марта 2003 года Президент Российской Федерации В. В. Путин подписал ряд указов, направленных на реформирование органов государственной власти России. В частности, было упразднено ФАПСИ, его функции были распределены между Федеральной службой безопасности Российской Федерации, Службой внешней разведки Российской Федерации и Федеральной службой охраны Российской Федерации. При этом Владимир Матюхин не остался без работы и в тот же день был назначен руководителем новой структуры — председателем Государственного комитета Российской Федерации по государственному оборонному заказу при Министерстве обороны Российской Федерации — первым заместителем министра обороны Российской Федерации. В тот же самый день, 11 марта 2003 года, указом Президента России № 305 Матюхину В. Г. было присвоено воинское звание генерал армии.
В апреле 2004 года Государственный комитет по оборонному заказу был преобразован в Федеральную службу по оборонному заказу Российской Федерации при Министерстве обороны Российской Федерации. Однако Матюхин не был поставлен во главе новой службы, а был назначен первым заместителем министра обороны Российской Федерации. На этой должности он работал менее месяца и в мае 2004 года уволен в запас с военной службы.
С 8 июня 2004 года — директор Федерального агентства по информационным технологиям Российской Федерации (Росинформтехнологии).
26 января 2010 года председатель правительства Владимир Путин подписал распоряжение об освобождении Матюхина от должности «в связи с достижением предельного возраста пребывания» на ней.
С 16 декабря 2010 года является первым заместителем Генерального директора — Научным руководителем Научно-исследовательского и проектно-конструкторского института информатизации, автоматизации и связи на железнодорожном транспорте (ОАО «НИИАС»).
Доктор технических наук. Действительный член Академии криптографии России, Российской академии инженерных наук и Международной академии связи. Лауреат Государственной премии России. За большой вклад в развитие информационных технологий и реализацию государственной политики в области информатизации награждён Почетной грамотой Правительства РФ, имеет благодарности Президента РФ, Председателя Совета Федерации Федерального Собрания РФ и Правительства РФ. Автор более 150 научных трудов и четырёх изобретений. Женат, имеет сына.

## Награды и почётные звания
- Орден Александра Невского (2025)[4],
- Орден «За военные заслуги»,
- медали, в том числе медаль ордена "За заслуги перед Отечеством" II степени, медаль «За трудовую доблесть».
- ордена Русской православной церкви: Святого благоверного князя Даниила Московского II степени и Святого благоверного великого князя Димитрия Донского II степени.
- Почетный сотрудник федеральных органов правительственной связи и информации.
- Ветеран военной службы.
- В 2004 году за выдающийся научный и практический вклад в обороноспособность и обеспечение безопасности России, твердую гражданскую позицию удостоен звания лауреата Международной премии Андрея Первозванного «За Веру и Верность».

## Примечание
1. ↑  Матюхин Владимир Георгиевич. Дата обращения: 9 января 2012. Архивировано из оригинала 4 марта 2016 года.
2. ↑  Матюхин Владимир Георгиевич освобожден от должности Руководителя Федерального агентства по информационным технологиям в связи с достижением предельного возраста пребывания на государственной гражданской службе Российской Федерации. Дата обращения: 9 октября 2019. Архивировано 9 октября 2019 года.
3. ↑  Матюхин Владимир Георгиевич. Дата обращения: 9 января 2012. Архивировано из оригинала 30 июля 2015 года.
4. ↑  Указ Президента Российской Федерации от 24 января 2025 года № 40 «О награждении государственными наградами Российской Федерации»